# Чепеленко, Николай Николаевич
Николай Николаевич Чепеленко — советский государственный хозяйственный деятель.

## Биография
Родился в 1912 году. Член ВКП(б) с 1944 года.
С 1933 года — на хозяйственной работе.
В 1933—1983 гг.:
- горный мастер, начальник рудника, главный инженер на предприятиях цветной металлургии, главный инженер предприятия № 501, директор Хрустальненского горно-обогатительного комбината,
- начальник Управления, 1-й заместитель председателя, председатель СНХ Хабаровского экономического района,
- заместитель министра цветной металлургии СССР.

Избирался депутатом Верховного Совета СССР 6-го созыва.
Делегат XXII съезда КПСС.
Умер в 1992 году в Москве.